# Советская Украина (журнал)
«Советская Украина» — журнал Президиума Верховного совета УССР.
Основан в 1921 году в Харькове как «Бюллетень Всеукраинского Центрального Исполнительного Комитета и Советов Рабочих, Крестьянских и Красноармейских Депутатов».
В 1924 году украинизирован и превращён в «Бюллетень Всеукраинского Центрального Исполнительного Комитета Советов» (еженедельник), с 1925-под названием «Советская Украина» (двухнедельник), с 1926 месячник, с 1936 выходил в Киеве. С 1938 года имел подзаголовок: Журнал Президиума Верховного Совета УССР. Ликвидирован в 1939 году.
С тех пор УССР не имела журнала, посвящённого труду правительственных учреждений и на её территории распространяется всесоюзный журнал «Советы депутатов трудящихся» (1957—1989), тираж более 700 000 (на 1972 год).
Однако с 1941 года выходил бюллетень «Ведомости Верховного Совета УССР».